# Karánberek
Karánberek (Lindenfeld), elnéptelenedett falu Romániában, a Bánságban, Krassó-Szörény megyében. Az egykor teljesen sváb lakosságú település utolsó lakosa, Paul Schwirzenbeck 1998-ban halt meg.

## Fekvése
Karánsebestől délnyugatra fekvő település.

## Története
Karánberek nevét 1827-ben említette először oklevél Lindenfeld néven.
E falut 1827-ben telepítették, de az ide telepített csehek 1833-ban tovább költözködtek, helyeiket az 1833-ban megszűnt Wolfswiese lakói foglalták el, mely utóbbi Lindenfelddel egy időben keletkezett. Lindenfeld új lakói német nyelvűek és római katolikus vallásúak.
A község erdőkkel volt körülvéve, nevét is az itt gyakori hársfától vette.
Karánberek, Lindenfeld egykor a karánsebesi századhoz tartozott.
A trianoni békeszerződés előtt Krassó-Szörény vármegye Karánsebesi járásához tartozott.
1910-ben 230 római katolikus német lakosa volt.